# Walt Disney Studios Sony Pictures Releasing
Walt Disney Studios Sony Pictures Releasing (ранее Buena Vista Sony Pictures Releasing) — бывшая российская дистрибьюторская компания, которая была одним из лидеров кинопрокатного рынка в РФ и странах СНГ. Была создана совместными усилиями Walt Disney Studios Motion Pictures International и Sony Pictures Releasing International.

## История
Создана в 2007 году студиями Walt Disney Studios Motion Pictures International и Sony Pictures Releasing International. для дистрибьюции фильмов ряда голливудских кинокомпаний на рынке СНГ. С 2012 года компания занималась распространением картин Marvel Studios. Также WDSSPR активно сотрудничала с российскими киностудиями, оказывая им поддержку в продвижении отечественного кинопродукта. В 2019 году WDSSPR стал победителем рейтинга российских кинодистрибьюторов. Общие сборы компании составили 22 миллиарда 985 миллионов 509 тысяч 316 рублей. Наиболее успешным стал мультфильм Джона Фавро «Король Лев» с 2 995 894 252 руб.
C января 2020 года WDSSPR разделилась на две самостоятельные фирмы Walt Disney Studios и Sony Pictures Productions and Releasing.